# Normanhurst, New South Wales
Normanhurst este o suburbie în Sydney, Australia.